# Ignabergamästaren
Ignabergamästaren är ett anonymnamn på den träskulptör som skar ett 
triumfkrucifix för Ignaberga gamla kyrka i Skåne på 1200-talet.
Det bevarade triumfkrucifixet flyttades från den gamla kyrkan till Lunds universitets historiska museum. Den färdigställdes på 1200-talet och är i dag ett i ett fragmatiskt tillstånd, men vittnar ändå om en känslighet för den stilla harmoniska skönhet som var ett kännetecken för den franska höggotiken vid 1200-talets mitt. Kristusbilden uttrycker en oändlig frid med sitt svagt lutande huvud och mjuka anletsdrag. Av de franska skulpturer som kommer närmast Ignamäsatarens arbete räknas utsmyckningen av katedrealen i Amiens. Man förmodar att Ingabergamästaren har franskt ursprung eller blivit skolad i den franska bildhuggarstilen. Han har haft ett stort inflytande på andra bildhuggare verksamma i Skåne vid tiden och man har försökt spåra andra arbeten från hans verkstad. Man antar att hans verkstad står bakom ett antal Kristus- Maria och andra helgonbilder från mitten av 1200-talet men inga av dessa når upp till den klass som Kristuskrucifixet som givit mästaren sitt namn.